# 来到你的世界
《来到你的世界》（英語：Unexpected），2018年中国大陸偶像剧。由林柏宏、李浩菲、黄俊捷、黄一琳领衔主演，腾讯视频于2018年6月13日首播。

## 劇情大綱
該劇講述了漫畫家何解（林柏宏飾），穿越到了自己的漫畫《水晶之戀》中，必須要完成拯救自己筆下萬年惡毒女配任務，讓其改“邪”歸“正”，卻又一次次為自己的“原著”去“填坑”的爆笑愛情故事。卻又與自己一手創造的惡毒女配鹿梓星（李浩菲飾）發生了一系列反常規套路的甜蜜故事。

## 播出时间
| 频道     | 所在地   | 播映日期                    | 播出时间 | 备注 |
| -------- | -------- | --------------------------- | -------- | ---- |
| 腾讯视频 | 中国大陆 | 2018年6月13日-2018年7月19日 |          |      |

## 演员列表

### 主要演员
| 演員   | 角色   | 介紹 |
| 林柏宏 | 何解   | 過氣漫畫家，穿越到自己的成名作《水晶之戀》中，原要完成拯救筆下的惡毒女配鹿梓星，並幫助改變鹿梓星命運，才能回到自己的世界，卻又與自己一手創造的惡毒女配鹿梓星發生了一系列反常規的甜蜜套路。 |
| 李浩菲 | 鹿梓星 | 何解漫畫中筆下的惡毒女配，其實有著善良的內心，遇到何解成為歡喜冤家。卻在何解一次次的幫助下改變自己的命運奮發向上。                                                                         |
| 黄俊捷 | 宫澄   | 何解漫畫中筆下的男主角,暖萌總裁，完美人設。原為鹿梓星單戀的人，原本在鹿梓星刻意設計下以為自己喜歡上鹿梓星，後來看到裴恩彩個性的反轉，漸漸开始喜欢她                                        |
| 黄一琳 | 裴恩彩 | 何解漫畫中筆下的校花，美麗善良，是個不折不扣的夢幻人設，符合每一個男生幻想的國民校花。與宮澄是命中註定的一對。                                                                             |

### 其他演员
| 演員   | 角色   | 介紹 |
| 张津铭 | 苏子旭 | 何解漫畫中筆下的暖男醫生，敏感、細心，與裴恩彩青梅竹馬，原本喜歡裴恩彩，後來喜歡上在醫院就醫的白蓮。 |
| 王路晴 | 白蓮   | 和何解一樣穿越到《水晶之戀》中。白莲是一名身患重病但依然保持乐观开朗的元气少女。她原本是何解的超级书迷，却误打误撞进入漫画世界，为了完成在漫画世界里的任务让苏子旭喜欢上自己，她与何解二人做出了“英雄救美”、“放蝎子吓人”等许多令人捧腹的搞笑事情。 |

## 電視劇歌曲
| 曲序 | 曲目                     |                | 作曲            | 演唱         |
| ---- | ------------------------ | -------------- | --------------- | ------------ |
| 1.   | 日常（主題曲）           | 黃韻仁         | 藍小邪          | 田馥甄       |
| 2.   | 再愛我一天（片尾曲）     | 吳易緯、陳思涵 | Jerry C、陳思涵 | 陳芳語       |
| 3.   | 一小片天堂（插曲）       | 陶山、宋星凱   | 陶山、宋星凱    | 閻奕格       |
| 4.   | 幸福的提問（插曲）       | 黃則翔         | 黃則翔          | 祁漢、何浩然 |
| 5.   | 未來的路（插曲）         | 黃則翔         | 黃則翔          | 王以綸       |
| 6.   | 拆穿（插曲）             | 黃則翔         | 黃則翔          | 張津銘       |
| 7.   | 全世界的燈都開著（插曲） | 黃則翔         | 黃則翔          | Vivian Loh   |
| 8.   | 不告訴你（插曲）         | 盧苑儀         | 盧苑儀          | 魏暉倪       |